# ディズニー・マジカル・エキスプレス
ディズニー・マジカル・エキスプレス（Disney's Magical Express）は、フロリダ州オーランド・オーランド国際空港とウォルト・ディズニー・ワールド・リゾートなどとを結ぶ交通機関の名称。

## 概要
ウォルト・ディズニー・ワールド・リゾート内にあるオフィシャルホテルの予約者、またはディズニー・クルーズ・ラインの搭乗者が使うことが無料で出来る。空港からホテルまたは港へのバスの予約はインターネットで行うことが出来、港またはホテルから空港へのバスの予約はホテル内のカウンターもしくはバスの運転手が持っている紙に必要事項を記入する事で完了する。
元々このサービスが開始されるまでは空港からウォルト・ディズニー・ワールド・リゾート内への移動は一般のタクシーなどを使って行く手段しかなかった。しかしそれではゲストはとても不便であり、ディズニー以外の部分でお金が使われてしまうという事でスタートした。2015年にはユニバーサル・オーランド・リゾートでも同じくシャトルバスの運行が開始された。ただしこちらは有料で、荷物はそれぞれゲスト自身が持たなければいけない。

## 連携している航空会社
下記の航空会社を利用する場合、ホテル内で荷物を預けるとそのまま荷物が飛行機へ運ばれる仕組みとなっており、空港でもう一度荷物を預ける必要がなくなる。
- アラスカ航空
- アメリカン航空
- デルタ航空
- サウスウエスト航空
- ジェットブルー航空
- ユナイテッド航空